# إعادة إحياء الغابات

تعرّف عملية إعادة إحياء الغابات بأنها «الإجراءات المتخذة لاسترجاع عمليات النظم البيئية، ما يسرع من استعادة بنية الغابات والفعاليات البيئية ومستويات التنوع البيولوجي لتقترب من غابات الذروة النموذجية»، أي المرحلة النهائية لعملية التعاقب البيئي. غابات الذروة هي عبارة عن أنظمة بيئية مستقرة نسبيًا طورت الكتلة البيولوجية القصوى والتعقيد الهيكلي وتنوع الأنواع الممكنة ضمن الحدود التي يفرضها المناخ والتربة ودون أي تدخل مستمر من البشر. لذلك يعد مجتمع الذروة النظام البيئي المستهدف، والذي يحدد الهدف النهائي لعملية إعادة إحياء الغابات. بما أن المناخ هو عامل رئيسي يحدد تكوين غابات الذروة، قد يؤدي التغير المناخي العالمي إلى تغيير أهداف عملية إعادة الإحياء.
تعد عملية إعادة إحياء الغابات شكل متخصص من أشكال إعادة التحريج، لكنها تختلف عن عملية زرع الأشجار التقليدية من ناحية أن أهدافها الأساسية هي استعادة التنوع البيولوجي وحماية البيئة.

## النطاق
قد تشمل عملية إعادة إحياء الغابات ببساطة حماية الغطاء النباتي المتبقي (الوقاية من الحرائق  وإزالة الماشية وما إلى ذلك) أو إجراءات نشطة لتسريع عملية التجدد الطبيعي، وعمليات غرس الأشجار و/أو زرع بذور (البذر المباشر) الأنواع المميزة للنظام البيئي المستهدف. تؤدي أنواع الأشجار المزروعة وظيفة بيئية مهمة في النظام البيئي المستهدف. ومع ذلك، حيثما يعيش الناس في مواقع إعادة الإحياء أو بالقرب منها، تشمل مشاريع إعادة الإحياء غالبًا أنواع اقتصادية من بين الأشجار المزروعة، للحصول على منتجات ضرورية للحياة أو منتجات زراعية تجارية.
تعد عملية إعادة إحياء الغابات عملية شاملة تعتمد على التعاون بين مجموعة واسعة من أصحاب المصالح بما في ذلك المجتمعات المحلية والمسؤولين الحكوميين والمنظمات غير الحكومية والعلماء ووكالات التمويل. يقاس نجاحها على الصعيد البيئي بمدى زيادة التنوع البيولوجي والكتلة الحيوية والإنتاج الأولي والمادة العضوية في التربة وقدرتها على الاحتفاظ بالمياه، فضلاً عن استعادة الأنواع النادرة والأساسية، التي تميز النظام الإيكولوجي المستهدف. تشمل مؤشرات النجاح الاقتصادية قيمة المنتجات الحرجية والخدمات البيئية المتولدة (مثل حماية مستجمعات المياه وتخزين الكربون وما إلى ذلك)، والتي تسهم في النهاية في الحد من الفقر. يمكن أن يوفر الدفع مقابل خدمات النظام الإيكولوجي  ومنتجات الغابات حوافز قوية للسكان المحليين لتنفيذ مشاريع إعادة الإحياء.

## فرص عمليات إعادة إحياء الغابات
تعد عملية إعادة إحياء الغابات مناسبة عندما يكون استرداد التنوع البيولوجي أحد الأهداف الرئيسية لإعادة التحريج، كالحفاظ على الحياة البرية أو حماية البيئة أو السياحة البيئية أو توفير مجموعة واسعة من المنتجات الحرجية للمجتمعات المحلية. يمكن استرجاع الغابات ضمن مجموعة واسعة من الظروف، لكن تعد الأراضي المتدهورة داخل المناطق المحمية ذات أولوية عالية. حتى في المناطق المحمية، غالبًا ما تحدث عمليات إزالة الغابات: كالأراضي أو المناطق مقطوعة الأشجار والتي تعرضت للإخلاء مسبقًا بغرض الزراعة. إذا كانت المناطق المحمية بمثابة ملاجئ الحياة البرية الأخيرة للأرض، يجب حتمًا استعادة هذه المناطق.
تُنفذ العديد من مشاريع إعادة الإحياء ضمن إطار عملية «إعادة إحياء المناظر الطبيعية للغابات»، والتي تُعرف بأنها «عملية مخطَّطة لاستعادة السلامة البيئية وتعزيز رفاهية الإنسان في الأماكن الطبيعية المتدهورة أو التي أُزيلت الغابات منها». تقوم هذه العملية على الأهمية الاجتماعية والاقتصادية لإعادة إحياء الغابات. وتهدف إلى تحقيق أفضل حل وسط يوازن بين الحفاظ على البيئة من جهة وتأمين احتياجات المجتمعات الريفية من جهة أخرى.
يوجد مجال حديث يركز الجهود نحو إعادة إحياء الغابات ضمن الإطار الحضري، إذ تكون الإفادة مشتركة بين البشر وعمليات التنوع البيولوجي، لكن يفرض هذا الإطار تحديات فريدة.

## التجدد الطبيعي
لا يعد غرس الأشجار ضروريًا دائمًا لاستعادة النظم الإيكولوجية للغابات. يمكن تحقيق الكثير من خلال دراسة كيفية تجدد الغابات بشكل طبيعي، وتحديد العوامل التي تحد من التجدد وابتكار طرق للتغلب عليها. قد تشمل هذه الطرق إزالة الأعشاب الضارة وإضافة الأسمدة حول شتلات الأشجار الطبيعية، ومنع حدوث الحرائق، وإزالة الماشية وما إلى ذلك. تدعى هذه العملية التجدد الطبيعي «المُسرَّع» أو «المُحفَّز». وهي عملية بسيطة وفعالة من ناحية التكلفة، لكنها لا تعمل إلا على الأشجار الموجودة مسبقًا، وتكون معظمها من الأنواع الرائدة المحبة للضوء. لا تعد هذه الأنواع من الأشجار عادةً من مكونات غابات الذروة، لكنها قد تعزز إعادة استيطان الأراضي بأنواع أشجار غابة الذروة المتحملة للظل، عبر عملية انتشار البذور الطبيعية من الغابات الباقية. نظرًا لبطء هذه العملية، يمكن عادةً تسريع عملية استرداد التنوع البيولوجي عن طريق زراعة بعض أنواع أشجار الغابات الذروة، وخاصة الأنواع المزروعة على نطاق واسع والمنتشرة بشكل سيئ. ليس من الممكن زراعة جميع أنواع الأشجار التي نمت سابقًا في الغابة الأصلية، وهو عادةً أمر غير ضروري، إذا كان من الممكن استخدام طريقة الأنواع الأساسية.

## التجدد الطبيعي بعد الحرائق
في أجزاء كبيرة من العالم، سببت حرائق الغابات خسائر فادحة فيها. قد يكون ذلك بسبب عمليات إزالة الغابات المتعمدة بهدف استبدالها بمناطق المحاصيل، أو في المناطق الجافة بسبب الحرائق البرية التي تحدث بشكل طبيعي أو متعمد. يرتبط جزء كامل من عملية إعادة إحياء المناظر الطبيعية للغابات بهذه المشكلة بالذات، في معظم هذه الحالات، تكون الخسارة الصافية لقيمة النظام الإيكولوجي شديدة للغاية وقد تفتح الطريق أمام مزيد من التدهور المتسارع للتربة من خلال الانجراف والتصحر. يسبب ذلك آثار وخيمة على كل من جودة المساكن الطبيعية والحيوانات المتواجدة فيها. ومع ذلك، في بعض الحالات المحددة، قد تسمح الحرائق البرية بزيادة مؤشر التنوع البيولوجي في المنطقة المحترقة، وفي هذه الحالة، تميل استراتيجيات إعادة إحياء الغابات إلى البحث عن استخدام مختلف للأراضي.

## الأهداف
نشأ مفهوم إعادة إحياء المناظر الطبيعية للغابات لإيجاد حلول وسط تلبي احتياجات كل من البشر والحياة البرية، من خلال استعادة مجموعة من خصائص الغابات بما يشمل المناظر الطبيعية. ويتضمن اتخاذ إجراءات لتعزيز مرونة النظم البيئية وسلامة المناظر الطبيعية وبالتالي إبقاء خيارات الإدارة المستقبلية مفتوحة. تعد مشاركة المجتمعات المحلية أساسية في تطبيق هذه المفهوم، لأنها تلعب دوراً حاسماً في تشكيل المناظر الطبيعية والحصول على فوائد كبيرة من موارد الغابات المرممة. لذلك، تعد أنشطة إعادة إحياء المناظر الطبيعية للغابات شاملة وتشاركية.

## النتائج المرغوبة
- اعتمادًا على الاحتياجات والتطلعات المحلية، تشمل النتائج المرغوبة لبرنامج إعادة إحياء المناظر الطبيعية للغابات عادةً مزيجًا مما يلي:
- تحديد الأسباب الجذرية لتدهور الغابات والحد من عمليات إزالة الغابات.
- المشاركة الفعالة للأفراد في التخطيط لإعادة إحياء الغابات وحل النزاعات المتعلقة باستخدام الأراضي والاتفاق على نظم تقاسم المنافع.
- إيجاد حلول وسط بشأن مقايضات استخدام الأراضي لتُرضي غالبية أصحاب المصالح.
- تأمين مناطق طبيعية مليئة بالتنوع البيولوجي ذات قيمة محلية وعالمية.
- تقديم مجموعة من الفوائد للمجتمعات المحلية بما في ذلك:
- مصدر موثوق للمياه النظيفة.
- حماية البيئة وخاصة خدمات مستجمعات المياه (مثل تقليل انجراف التربة والحد من حدوث الانهيار الأرضي والفيضانات والجفاف وما إلى ذلك).
- إمدادات مستدامة لمجموعة متنوعة من منتجات الغابات بما في ذلك الأغذية والأدوية والحطب وغيرها.
- تأمين دخل نقدي من مصادر مختلفة، كالسياحة البيئية وتجارة انبعاثات الكربون عبر آلية خفض الانبعاثات الناتجة عن إزالة الغابات وتدهورها في البلدان النامية، ومن الدفع مقابل خدمات النظام الإيكولوجي الأخرى.[16]

## الأنشطة
يجمع برنامج إعادة إحياء المناظر الطبيعية للغابات بين العديد من المبادئ والتقنيات الحالية للتنمية والحفظ وإدارة الموارد الطبيعية، مثل تقييم شكل المناظر الطبيعية والتقييم الريفي التشاركي والإدارة التكيفية وما إلى ذلك ضمن إطار تقييمي وتعليمي واضح ومتسق. قد يشمل برنامج إعادة إحياء المناظر الطبيعية للغابات ممارسات حرجية مختلفة في مواقع مختلفة ضمن المناظر الطبيعية، يتوقف ذلك على العوامل البيئية والاجتماعية والاقتصادية المحلية. وقد تشمل هذه حماية الغابات الثانوية والأولية المتدهورة وإدارتها، وتقنيات إعادة إحياء الغابات القياسية مثل التجدد الطبيعي «المُحفَّز» أو «المُسرَّع»، وزراعة أنواع الأشجار الأساسية لاستعادة المناطق المتدهورة، بالإضافة إلى مزارع الأشجار التقليدية ونظم الحراجة الزراعية لتلبية الاحتياجات المادية العاجلة.
أنشأ الاتحاد الدولي لحفظ الطبيعة حركة الشراكة العالمية لاستعادة المناظر الطبيعية للغابات، التي تعمل على تطوير المفهوم في أنحاء العالم.
في عام 2014، أنشأت منظمة الأغذية والزراعة للأمم المتحدة آلية لإعادة إحياء الغابات والمناظر الطبيعية. تدعم الآلية البلدان في تنفيذ عمليات إعادة إحياء المناظر الطبيعية للغابات كمساهمة في تحقيق تحدي بون  -استعادة 150 مليون هكتار من الأراضي المتدهورة والتي أزيلت منها الغابات بحلول عام 2020- واتفاقية التنوع البيولوجي التي شملت أهداف أيشي للتنوع البيولوجي - المتعلقة بحفظ النظام البيئي وعمليات إعادة الإحياء.
بالشراكة مع اتفاقية الأمم المتحدة لمكافحة التصحر، أصدرت منظمة الأغذية والزراعة ورقتي مناقشة حول التمويل المستدام لعمليات إعادة إحياء المناظر الطبيعية للغابات في عام 2015. الأولى هي التمويل المستدام لإعادة إحياء الغابات والمناظر الطبيعية: يقدم صانعو السياسات العامة توصيات وأمثلة عن تمويل عمليات إعادة إحياء المناظر الطبيعية للغابات في البلدان. والثانية هي التمويل المستدام لإعادة إحياء الغابات والمناظر الطبيعية - تقدم الفرص والتحديات والطريق المستقبلي نظرة عامة عن مصادر التمويل والأدوات المالية المتاحة لأنشطة إعادة إحياء المناظر الطبيعية للغابات.